# Pareudiastes
Pareudiastes är ett fågelsläkte i familjen rallar inom ordningen tran- och rallfåglar. Släktet omfattar endast två arter som båda är akut hotade.
- Samoarörhöna (Pareudiastes pacificus)
- Makirarörhöna (Pareudiastes silvestris)

Släktet inkluderas ofta i Gallinula.